# François Lomet
François Lomet  est un homme politique français, né le 5 octobre 1728 à Moulins (Allier) et mort le 22 juin 1802 dans la même ville.

## Biographie
Il est fils d'Antoine Lomet, avocat au parlement. Il exerce, à Moulins, la même profession d’avocat au parlement, que son père. Il est échevin en 1772. En 1789, il est propriétaire du château de Lys (commune de Bressolles, Allier) que son père avait acheté en 1730. 
En mars 1789, il participe à la rédaction du cahier du Tiers état. Il est élu député, par la sénéchaussée de Moulins, le 26 mars, aux États généraux de 1789. Après son mandat, il reprend sa profession antérieure. Il est nommé, le 11 floréal an VIII (1er mai 1800), conseiller général de l'Allier. Il reste conseiller général jusqu’à sa mort. 
Antoine-François Lomet (1759-1826), baron de Foucaux, ingénieur et physicien, est son neveu. Son fils épouse la fille de Gaspard Regnard, son collègue député aux États généraux.